# Lucy Schell

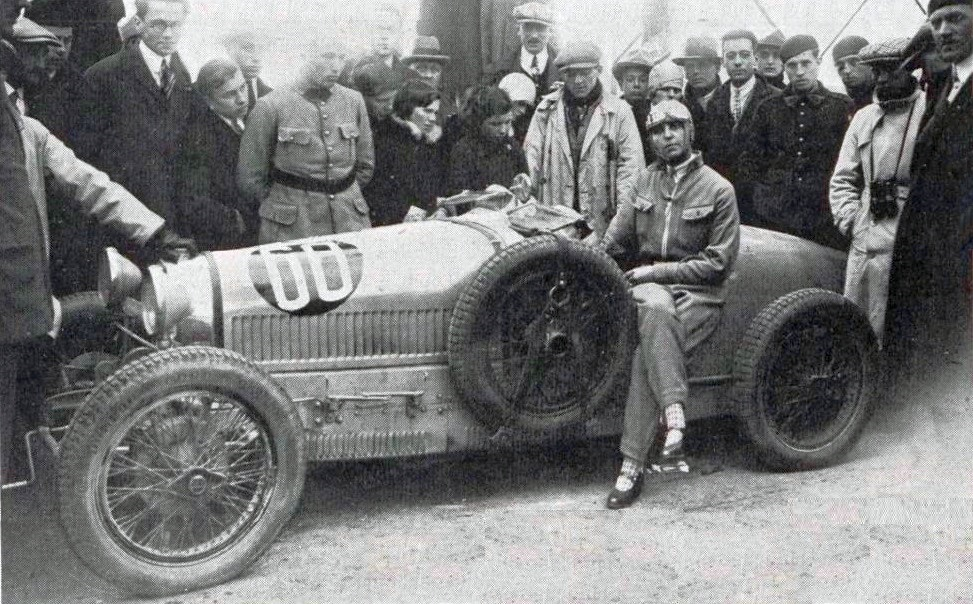
Lucy Schell à la Coupe de Bourgogne 1928, sur Bugatti 37A.

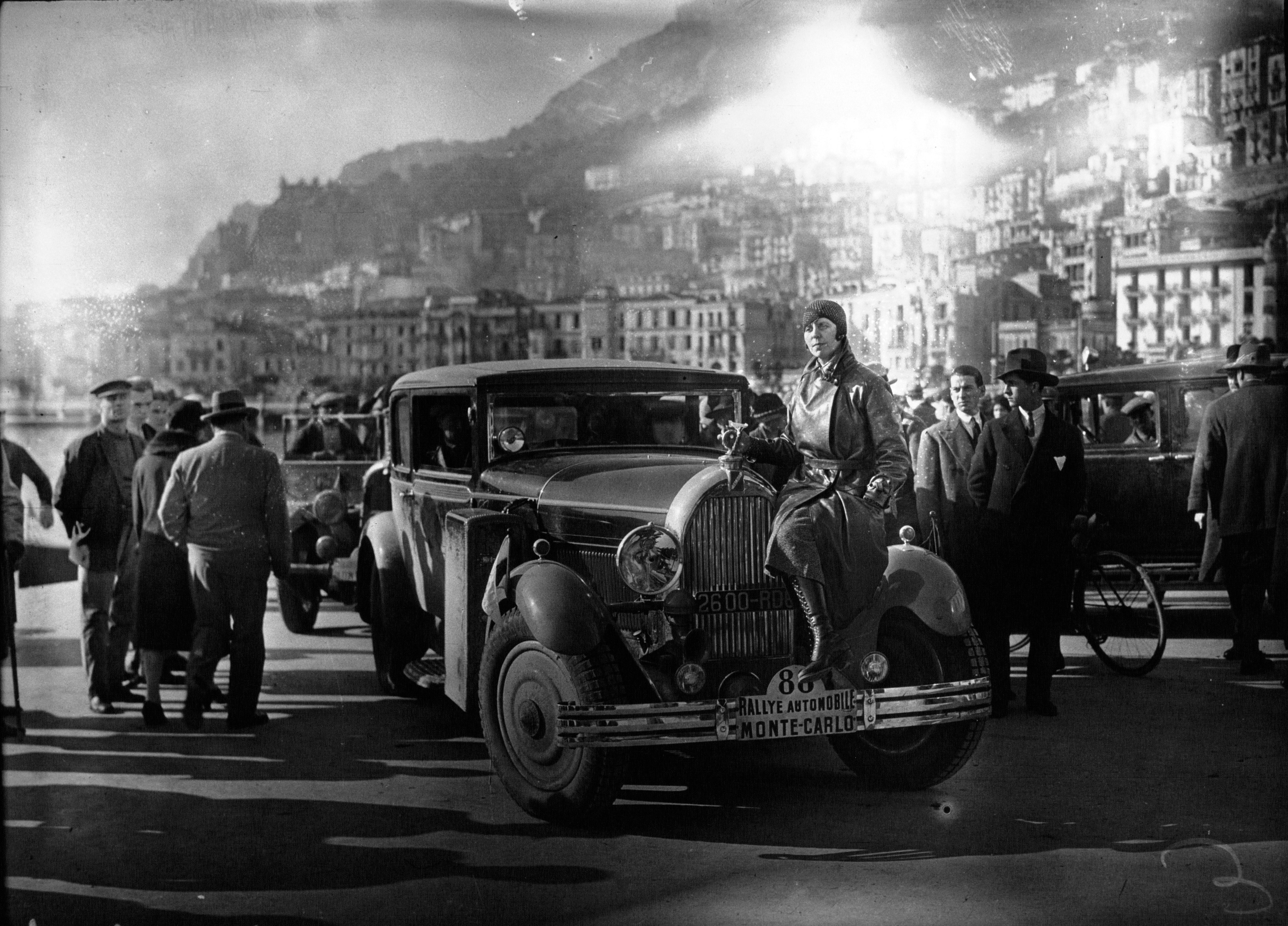
Lucy Schell au Rallye Monte-Carlo en 1930, alors sur Talbot.

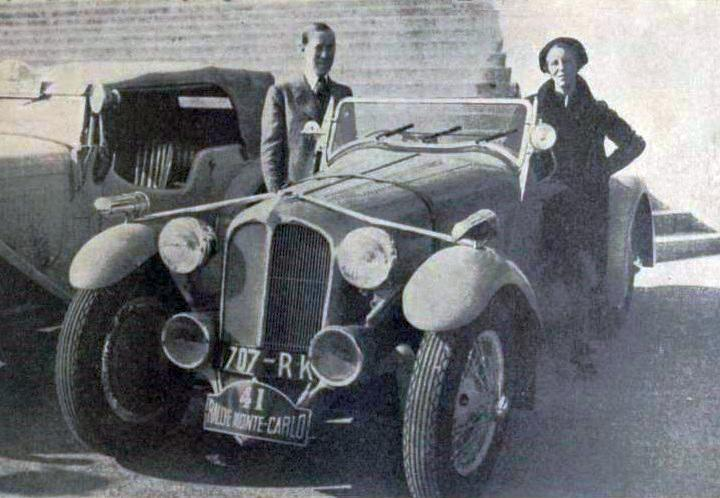
Laury et Lucy Schell, deuxièmes du rallye Monte-Carlo 1936 sur Delahaye 18CV Sport 6 cylindres, à 2/5e de seconde du premier.

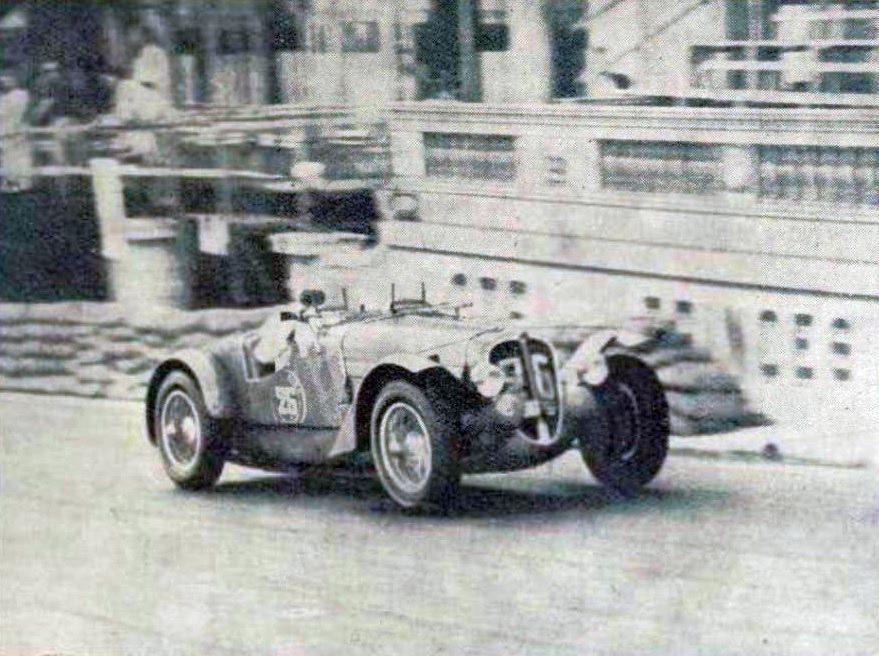
Laury Schell, vainqueur de la Coupe du Prince Rainier II en août 1937, sur Delahaye 1.5L à Monaco.

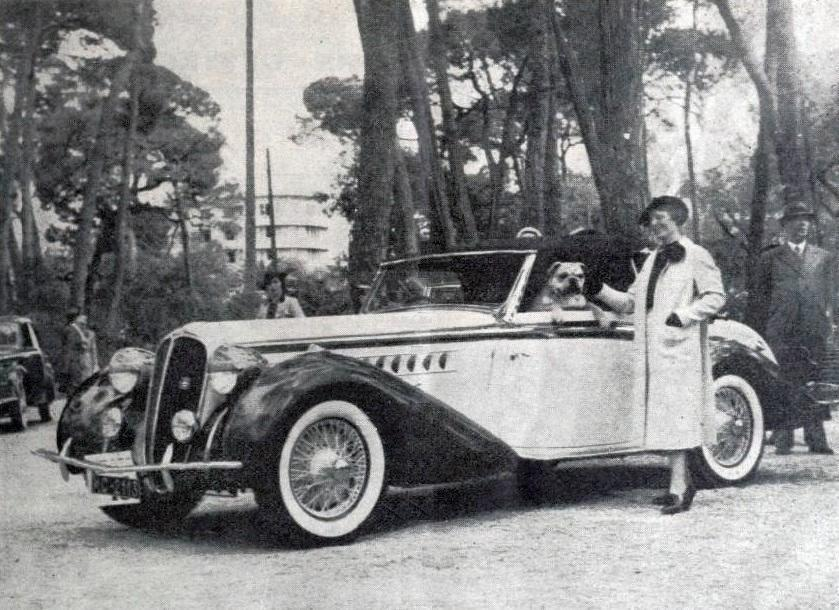
Lucy Schell, victorieuse du Concours d'élégance automobile de Juan-les-Pins en mai 1938, sur Delahaye cabriolet carrossée par Chapron.

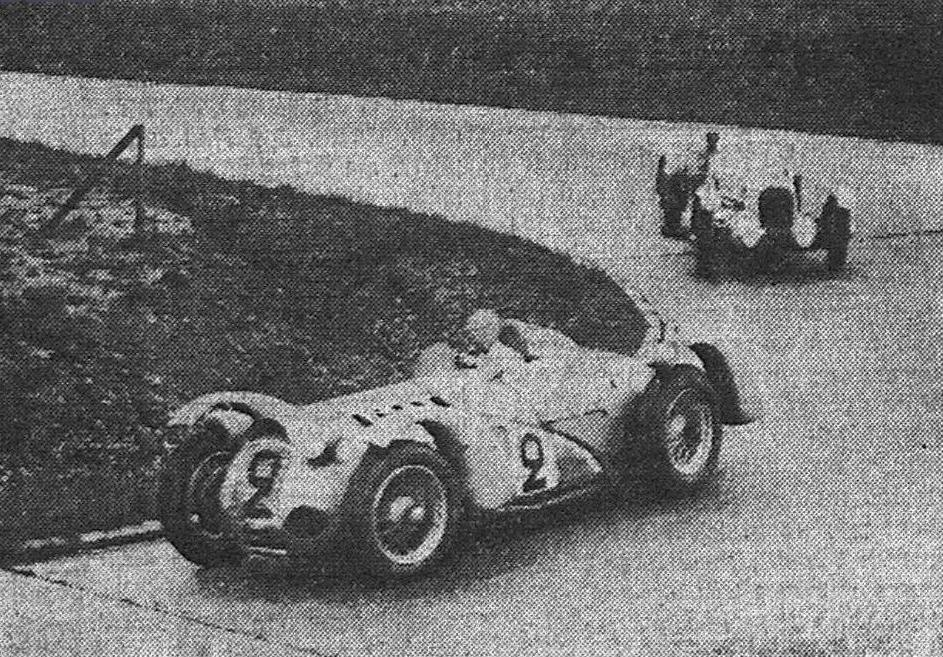
12 Heures de Paris 1938, Dreyfus et Divo sur Delahaye 145 de l'Écurie Bleue.

Lucy O'Reilly Schell, née le 26 octobre 1896 et décédée le 8 juin 1952 à 55 ans, était une femme pilote automobile irlando-américaine, essentiellement en courses automobiles de Grands Prix et de rallyes. 
Fille unique d'un riche américain, mariée à son compatriote Lauwrence S. « Laury » Schell (1895–39) et passant la majeure partie de sa vie en France, elle dirigea avec son époux l'Écurie Bleue durant la deuxième moitié des années 1930 (de 1936 à 1940), composée de voitures de sport et de monoplaces des marques Delahaye (1936-1939) puis Maserati (1939-1940). Elle était la mère du pilote Harry Schell (1921–1960).

## Biographie
Elle s'établit avec son mari en France après le premier conflit mondial, une fois mariée alors que Laury vivait déjà dans l'hexagone.
Elle court personnellement en Grand Prix entre 1927 et 1932, puis exclusivement en rallye.
Elle obtient la plus grande partie de sa notoriété grâce à la Delahaye type 135 Compétition Spéciale V12 4500c3, voiture destinée aux courses tant de Grand Prix que de Sport, sortie en 1936, le couple Schell entretenant un partenariat étroit avec la marque d'Émile Delahaye pour leur écurie semi-officielle dès 1934,, mais en 1939 deux voitures Maserati 8CTFs sont préférées par Laury et Lucy Schell qui viennent de transférer le siège de leur équipe à Monaco. C'est alors que Laury trouve la mort dans un accident de la route, où sa femme est également grièvement blessée.
Une Maserati 8CTFs de l'Écurie Bleue participe aux 500 miles d'Indianapolis 1940 entre les mains de René Dreyfus et de René Le Bègue, classés dixièmes de l'épreuve en ayant accompli 192 des 200 tours. Après la course, les deux voitures amenées sur place sont revendues à Lou Moore.
Lucy Schell était membre de l'Automobile Club de Nice et Côte d'Azur.

## Palmarès

### Personnel
- Coupe des Dames du Rallye Monte-Carlo 1929 sur Talbot M 67 2L. (8e au général);
- Deux Coupe des dames du Critérium Paris-Nice, en 1934, et 1935 (4e au général sur Delahaye 1.6L.);
- Épreuve de vitesse à Montlhéry et course de côte de Poughes du Rallye Paris - Saint-Raphaël Féminin 1936[4];
- Épreuve de vitesse à Montlhéry du Rallye Paris - Saint-Raphaël Féminin 1937[5];
- Grand Prix catégorie coupés du Concours d'élégance automobile de Cannes en avril 1938, sur Delahaye cabriolet carrossée par Henri Chapron[6];
- Concours d'élégance automobile de Juan-les-Pins en mai 1938, sur Delahaye cabriolet carrossée par Chapron[7];
  - 2e de la deuxième course du VIIIe et dernier Grand Prix cyclecars du M.C.F. en 1928 à Montlhéry -également le dernier de la saison- sur Bugatti T37A[8];
  - 2e du rallye Monte-Carlo 1936 avec son époux, sur Delahaye Sport 18CV 6 cylindres, à 2/5e de seconde du vainqueur[9];
  - 3e du rallye Monte-Carlo 1931 sur Bugatti[10];
  - 3e du  rallye Monte-Carlo 1935 sur Delahaye[11];
  - 4e de la Coupe de Bourgogne (Circuit des 4 Heures) en 1928 sur Bugatti T37A (et victorieuse de la catégorie voiturettes);
  - 6e du Grand Prix de la Marne 1935[12];
  - 7e du Rallye Monte-Carlo 1932 sur Bugatti (copilote de Laury);
  - 8e du Grand Prix de la Baule 1928 sur Bugatti T37A;
  - 10e du Grand Prix de La Baule 1932 sur Alfa Romeo 6C-1750;
  - 12e du Grand Prix de La Baule 1927 (sa première course).

### L'Écurie Bleue[13]
Principaux succès et accessits (avec notamment Laurie Schell, René Carrière, Joseph Paul, puis René Dreyfus, Gianfranco Comotti, Raph et René Le Bègue):

- Critérium Paris-Nice 1936 (L. Schell, deuxième Carrière);
- Course de côte du Mont Ventoux 1936 (Carrière);
- Course de côte Nice - La Turbie du Critérium Paris-Nice 1936 (L. Schell);
- 3 Heures de Marseille 1936 (triplé: 1re Paris, 2e L. Schell, 3e Brunet);
- Critérium Paris-Nice 1937 (J. Paul);
- Course de côte Nice - La Turbie du Critérium Paris-Nice catégorie 3 à 5L.1937 (L. Schell);
- Coupe du Prince Rainier II 1.5L. Sports 1937 (L. Schell)[14];
- Coupe de Printemps 1937 (J. Paul);
- Coupe-Challenge de L'Auto définitivement attribuée à Delahaye grâce à l'Écurie Bleue[15];
- Grand Prix de Pau 1938  (Dreyfus);
- Grand Prix de Cork 1938 (Dreyfus);
- Course de côte Nice - La Turbie 1938 en catégorie Sport (Dreyfus);
- Rallye Monte-Carlo 1939 (J. Paul);
  - 3e des 24 Heures de Spa 1936 (L. Schell/Carrière - Type 135);
  - 3e des 24 Heures du Mans 1937 (Dreyfus/Henri Stoffel - Type 135);
  - 3e des Mille Miglia 1937 (L. Schell/Carrière - Type 135, et vainqueurs de la catégorie sans compresseur);
  - 4e du Grand Prix de l'ACF 1936 (L. Schell/Carrière - Type 135);
  - 4e du Grand Prix de l'ACF 1937 (Carrière - Type 135, réussissant alors l'exploit de s'intercaler parmi les quatre Talbot T150C officielles);
  - 4e du Grand Prix de Tunisie 1937 (L. Schell/Carrière - Type 135);
  - 4e du Grand Prix d'Algérie 1937 (Carrière - Type 135);
  - 4e des 3 Heures de Marseille 1937 (Carrière - Type 135);
  - 4e des Mille Miglia 1938 (Dreyfus/Varet - Type 135);
  - 4e et 5e du Grand Prix d'Allemagne 1939 (Dreyfus et "Raph");
  - 5e du Grand Prix d'Allemagne 1938 (Dreyfus);
  - 6e du Grand Prix de Pau 1937 (Carrière - Type 135);
  - 7e et 9e du Grand Prix de l'ACF 1939 sur Delahaye Type 145 (Dreyfus et "Raph");
  - 10e de l'Indy 500 1940 (Dreyfus/Le Bègue - Maserati 8CTFs)
  - Tentative de participation au Grand Prix de l'ACF 1938 (trois voitures de la nouvelle Delahaye Type 145 inscrites mais non partantes, pour Dreyfus, Comotti et X.).

## Notes et références

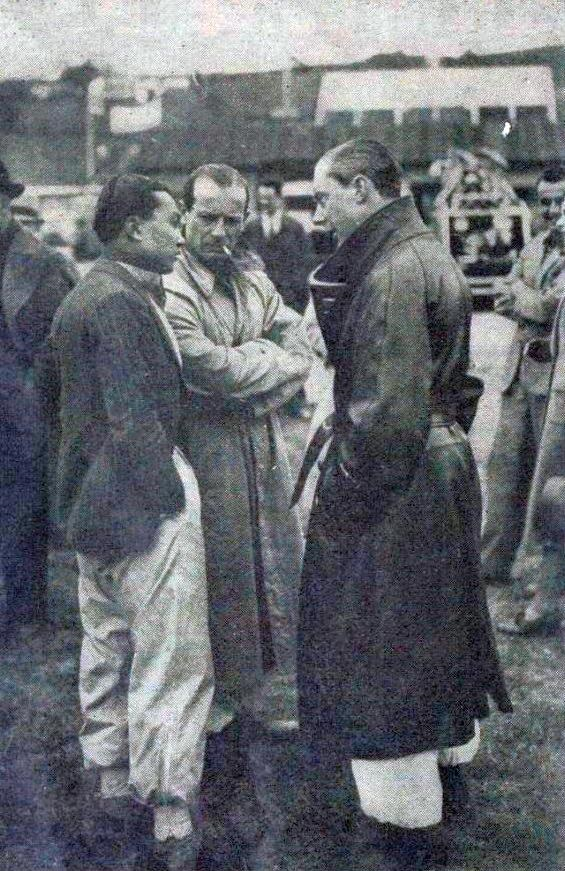
Gianfranco Comotti (centre) et René Dreyfus (D.) de l'Écurie Bleue, discutant avec Prince Bira avant le départ du GP de Cork 1938.